# Bruinkapleptopogon
De bruinkapleptopogon (Leptopogon amaurocephalus) is een zangvogel uit de familie Tyrannidae (tirannen).

## Verspreiding en leefgebied
Deze soort komt wijdverspreid voor in Midden- en Zuid-Amerika en telt zes ondersoorten:
- L. a. pileatus: van zuidelijk Mexico tot Panama.
- L. i. idius: Coiba (Panama).
- L. i. diversus: noordelijk Colombia en noordwestelijk Venezuela.
- L. i. orinocensis: van zuidelijk Venezuela via de Guyana's tot noordoostelijk Brazilië.
- L. i. peruvianus: het westelijke Amazonebekken.
- L. i. amaurocephalus: zuidelijk en oostelijk Brazilië, oostelijk Bolivia, Paraguay en noordelijk Argentinië.

## Status
De grootte van de populatie is in 2019 geschat op 0,5-5 miljoen volwassen vogels. Op de Rode lijst van de IUCN heeft deze soort de status niet bedreigd.